# S-C-Gefüge

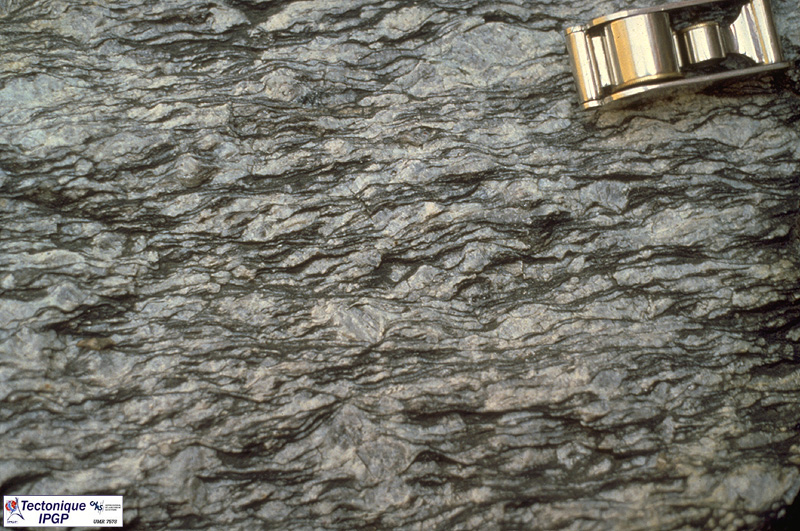
S-C-Gneis von Ailao Shan, Yunnan, China

Das S-C-Gefüge ist ein tektonisches Gefügeelement, das durch die Verformung kristalliner Gesteine, insbesondere von Granitoiden, entsteht. Es findet sich vor allem in transpressiven, duktilen Scherzonen.

## Etymologie
Die Abkürzung S-C ist aus den französischen  Wörtern schistosité (Schieferung) für den Buchstaben S und cisaillement (Scherung) für den Buchstaben C abgeleitet worden.

## Beschreibung

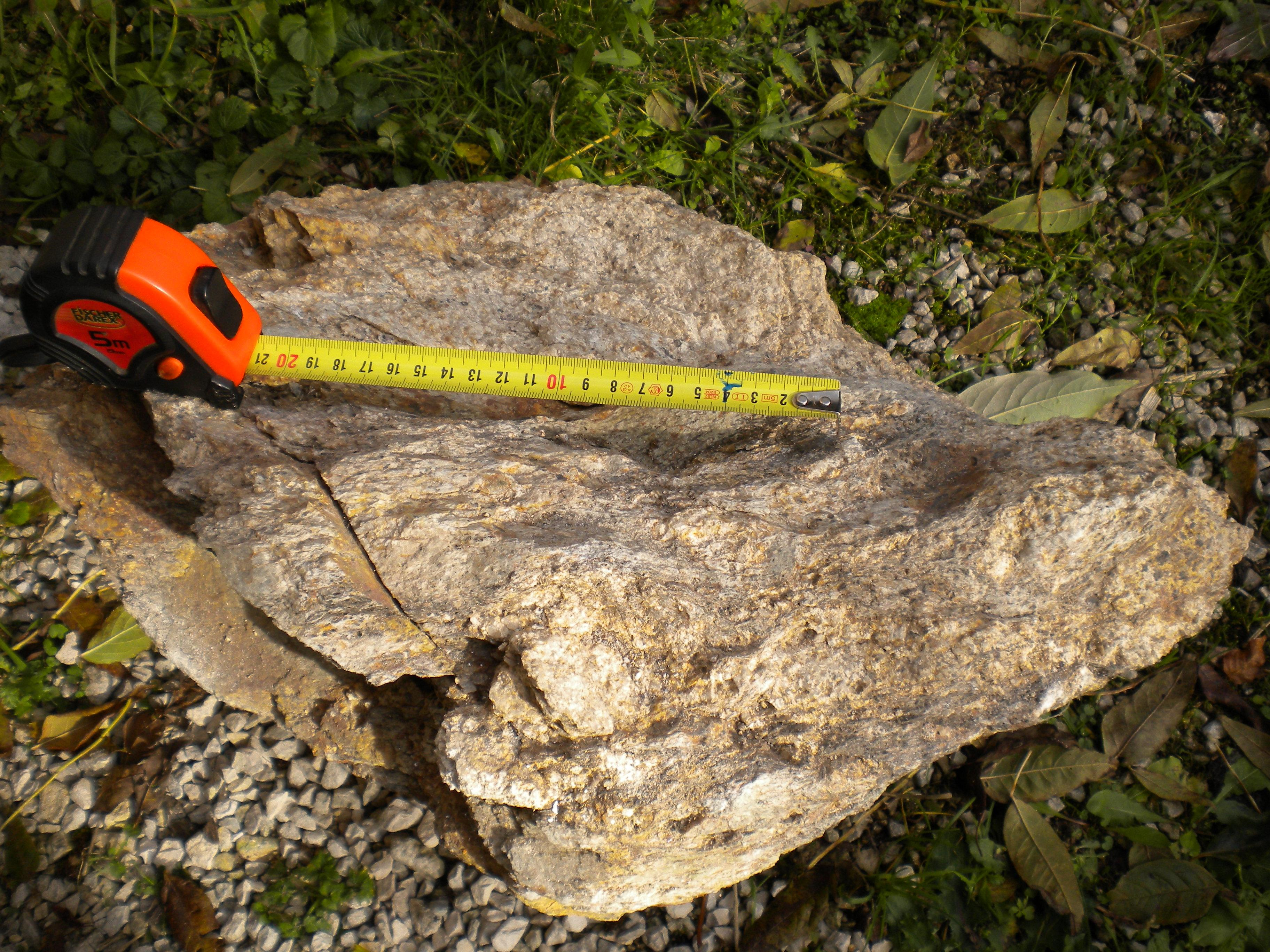
Der anatektische Roussines-Granit. Unterhalb des Maßbandes rechtsverschiebende Scherzone mit S-C-Gefüge (mit leukogranitischen und paragneisischen Lagen), durchsetzt von Abschiebungskrenulationen (C'-Flächen). Oberhalb eine größere leukogranitische Linse

Das S-C-Gefüge, auch C/S-Gefüge, englisch S-C structure oder S-C fabrics, wird durch die zwei Hauptgefügeelemente einer Scherzone definiert: den S-Flächen, die XY-Flächen des finiten Verformungsellipsoids und somit schräge Foliationsebenen darstellen, und den C-Flächen, die parallel zum Rand der Scherzone verlaufen und eine sehr hohe Verformung durch konzentrierte Scherung aufnehmen. Die S-Flächen stehen ursprünglich unter einem Winkel von 45° zum Rand der Scherzone. Mit fortschreitender Deformation rotieren sie aber progressiv in die Scherzone hinein (in Richtung Gefügeattraktor), so dass der eingeschlossene Winkel der beiden Strukturelemente jetzt meist weit unter 45° liegt. Am Kontakt zum Scherzonenrand zeigen die S-Flächen Schleppung, so dass sie schließlich zum Rand parallel verlaufen und ein sigmoidales Gefüge bilden.

## Vorkommen
S-C-Gefüge entstehen bereits in nur mäßig foliierten, semiduktilen Myloniten mit geringem Glimmergehalt. Am häufigsten treten sie in mittelgradigen Scherzonen auf, vor allem aber in tektonisch beanspruchten Granitoiden, in denen C-Flächen Feldspat-Porphyroklasten umgürten. Diese Scherbänder des C-Typus nehmen ihren Ausgang möglicherweise direkt neben den Feldspäten – an Stellen hoher Differentialspannung, von wo aus sie das Gestein netzartig durchziehen, um sich mit anderen Scherbändern zu vereinigen.

## Entstehung
S-C-Gefüge dürften eine Ausdrucksform inhomogener einfacher Scherung (englisch inhomogeneous simple shear) darstellen. Im Gegensatz zu Scherbändern des C'-Typus (englisch shear band cleavage oder abgekürzt sbc) entstehen sie wahrscheinlich schon ganz zu Beginn der Mylonitisierung. Die schräge Foliation in den Mikrolithon-Bereichen verstärkt sich selbst noch bei fortgesetztem Wachstum der Scherbänder. Geraten S-C-Gefüge unter Dehnung, so können sie von Scherbändern des C'-Typus überprägt werden. Dabei werden schräge C'-Scherflächen gebildet, die S- und C-Flächen unter flachem Winkel schneiden. Die C'-Flächen stellen meist Mikroabschiebungen (Abschiebungskrenulation oder so genanntes ECC-Gefüge, englisch extensional crenulation cleavage oder abgekürzt ecc) dar und sind gute Schersinnindikatoren.